# 王佐 (戸部尚書)
王佐（おう さ、洪武17年（1384年）- 正統14年8月15日（1449年9月1日））は、明代の官僚。字は孟輔。本貫は武定州海豊県。

## 生涯
永楽9年（1411年）、郷試に及第した。太学を卒業し、学行で知られた。永楽15年（1417年）、吏科給事中に抜擢された。
宣徳2年（1427年）、戸部右侍郎に抜擢された。太倉・臨清・徳州・淮・徐の諸倉に積弊が多く、王佐は宣徳帝の命を受けて巡視した。宣徳6年（1431年）、平江伯陳瑄が運河開削に動員された兵12万人を南方からの動員に交代させるよう言上した。宣徳帝は王佐に命じて陳瑄や黄福とこの件を議論させた。王佐が北京に帰って、東南の民力に余裕のないことを上奏すると、交代の議論は沙汰止みになった。宣徳7年（1432年）、王佐は命を受けて通州から直沽にいたる河道を修復した。まもなく、宣府に赴いて屯田の事宜を議論した。
宣徳10年（1435年）、英宗が即位すると、王佐は河南府に出向して駐屯した。軍衛の税糧の収納について、弊害が続出していたため、その制度を変更するよう求める上奏をおこなった。戸部左侍郎に進み、甘粛の軍の食糧補給を監督監理するよう命じられた。正統元年（1436年）、長蘆の塩課を監理した。正統3年（1438年）、北京および通州の倉場を提督した。
正統6年（1441年）、戸部尚書の劉中敷が罪を得たため、王佐は召還されて戸部の事務を監理した。ほどなく戸部尚書に進んだ。正統11年（1446年）、英宗の命を受けて安郷伯張安兄弟が禄を争った事案を尋問することになったが、法司と責任を押しつけあった。弾劾を受けて法吏に下されたが、釈放された。ときに軍費の支出が巨万に及び、府庫が空虚となっていた。王佐は各所と調整して経費の節減につとめた。
正統14年（1449年）、土木の変が起こると、王佐は鄺埜・丁鉉・王永和・鄧棨らとともに殺害された。少保の位を追贈された。成化2年（1466年）、忠簡と諡された。